# Шевченкознавчі студії
«Шевченкознавчі студії» — наукове фахове видання з актуальних проблем шевченкознавства, зокрема жанру і стилю, поетики, рецепції творчості, мови і перекладу. Видає Кафедра історії української літератури і шевченкознавства та лабораторія шевченкознавства Київського національного університету. Засноване 1994 року. Перший випуск цього видання присвячено 180-річчю (1994), а другий — 185-річчю від дня народження Т. Шевченка (1999). Від 2001 року друкується щорічно.

### Тематика
У статтях розглядаються різні аспекти творчості Т. Шевченка: історіографічного, філософського, психологічного, педагогічно-просвітницького, порівняльного, мовознавчого, перекладацького характеру. Орієнтири Шевченкової творчості, зокрема символіку, філософський і національний аспекти досліджує проф. Л. Задорожна, психологію і проблему Шевченкового романтизму — доц. С. Задорожна, текстологічні спостереження — проф. С. Росовецький, художню історіографію аналізує проф. Ю. Ковалів. Проф. Н. Костенко в низці праць відтворює специфіку Шевченкового віршування.

### Редакційна рада
Головою редакційної колегії збірника є доктор філологічних наук Семенюк Григорій Фокович.
Станом на 2017 рік до редакційної колегії входять серед інших О. М. Сліпушко, В. Ф. Чемес, Ю. О. Бандура, А. Б. Гуляк, Л. В. Грицик, Л. М. Задорожна, О. Л. Паламарчук.